# Aeschropteryx transpectens
Aeschropteryx transpectens là một loài bướm đêm trong họ Geometridae.